# Lysberg
Lysberg, oprindeligt Lysberg & Hansen og senere Lysberg, Hansen & Therp A/S, kgl. danske og svenske hofleverandører, er en dansk møbelfabrik, møbel- og møbelstofforretning, tapetserer- og dekorationsforretning. Den er grundlagt i 1841 af sadelmager Arentz og i 1879 overtaget af A.J. Lysberg (1840-1901). I 1911 omdannet til aktieselskab med snedkermester Valdemar Hansen (1872-) som adm. direktør. I 1933 oprettedes et bi-firma under navnet A/S Lysberg, Hansen & Therp, og samtidig indtrådte grosserer Julius Therp (1887-?) i direktionen. Forretningen blev da drevet under begge firmanavne. I 1944 indtrådte en søn af ovennævnte Valdemar Hansen, John Axel Hansen (1917-?) i direktionen. 1917-28 var Gustav Weinreich kunstnerisk leder.
I 1967 stod Lysberg, Hansen & Therp for dekorationen til prinsesse Margrethe og Henri de Laborde de Montpezats bryllup.
Lysberg, Hansen & Therp var familiedrevet frem til 2002, hvor det blev solgt. I 2007 overtog Henrik Frederiksen firmaet. I 2011 blev Lysberg, Hansen & Therp overtaget af Corinne Willigar og Carsten Drachmann, som omdøbte det til Lysberg og gav det en mere international profil. Det nye firma er dog ikke længere kongelig hofleverandør.
Firmaet er siden lukket.